# Carme Pinós i Desplat
Carme Pinós i Desplat   (Barcelona, 23 de juny de 1954) és una arquitecta i professora universitària catalana.

## Biografia
Va néixer el 1954 a Barcelona. La seva infància va ser determinant per a les seves eleccions a la seva vida adulta: el seu pare, Tomás Pinós, metge i director de patología digestiva a l'Hospital de la Santa Creu i Sant Pau de Barcelona, la va tenir amb seixanta anys. Mentre ella estudiava arquitectura a l'Escola Tècnica Superior d'Arquitectura de Barcelona pel mandat del seu pare, va ajudar a la seva mare a dirigir la finca agrícola que tenien a Balaguer (Lleida). Aquesta experiència ha influenciat en la seva concepció paisatgística a l'hora de projectar edificis que s'adeqüen al caracter particular de cada lloc.
A l'escola d'arquitectura va conèixer Enric Miralles (1955-2000), el seu marit i soci per més d'una dècada. De la seva etapa inicial amb Miralles, a part del Cementiri d'Igualada, les obres més reconegudes són: L'Escola la Llauna, Badalona (1991), el Centre Social a Hostalets de Balenyà (1992), el Camp Olímpic de Tir amb Arc, Barcelona (1991), el Pabellón Pedro Ferrándiz (1993), el Centre Social La Mina (1993) i l'Escola-Habitatge a Morella (1993). Per aquesta última obra van rebre el Premi Nacional d'Arquitectura el 1995.
Després d'assolir el reconeixement internacional amb Enric Miralles, va fundar el seu propi estudi, que enlairà després de guanyar el concurs per fer el Passeig Marítim de Torrevella (1996).
Ha impartit classe a la Kunstakademie de Düsseldorf, la Columbia University de Nova York o la Harvard University.
Entre els seus projectes, destaquen el Pla General del centre històric de Saint-Dizier (França), on també s'estan donant a terme diverses intervencions a l'espai públic; les torres d'oficines Cube I i Cube II a Guadalajara (Mèxic), l'Edifici de Departaments de la Universitat d'Econòmiques de Viena, el CaixaForum de Saragossa, o el conjunt de la plaça de la Gardunya, l'Escola Massana i la façana posterior del mercat de la Boqueria a Barcelona.
El 2021, el ministeri espanyol de Transports, Mobilitat i Agenda Urbana li va concedir el Premio Nacional d'Arquitectura. Aquell mateix any, el Museu ICO de Madrid, amb la seva aposta per a donar visibilitat a grans exponents de l'arquitectura contemporàni", li va dedicar una gran exposició, que comprenia els trenta anys de la seva carrera. Va ser la primera exposició d'una arquitecta que es va fer a Espanya.
L'any 2023 va rebre el Premi Prat de la Riba de l'Institut d'Estudis Catalans. Així mateix, el mateix any va ser una de les dissenyadores presents a l'exposició Som aquí. Les dones en el disseny 1900-avui, organitzada pel Museu del Disseny de Barcelona, que recuperava les dissenyadores pioneres dels anys 1960, 1970 i 1980 a Catalunya.
El 2025 fou inclosa a la llista Forbes de les 100 dones més influents de Catalunya.

## Selecció d'obres

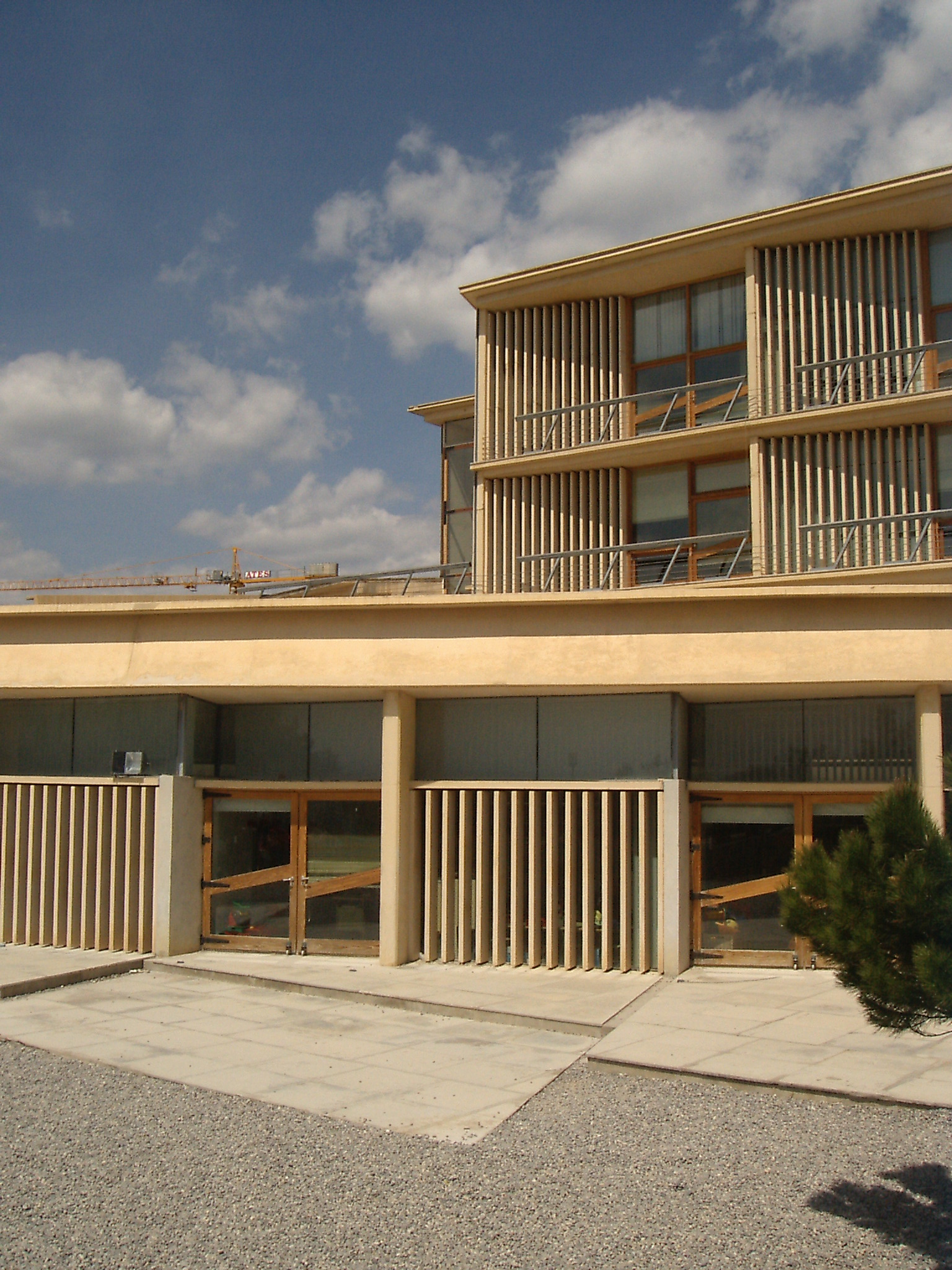
Escola Taller de Morella

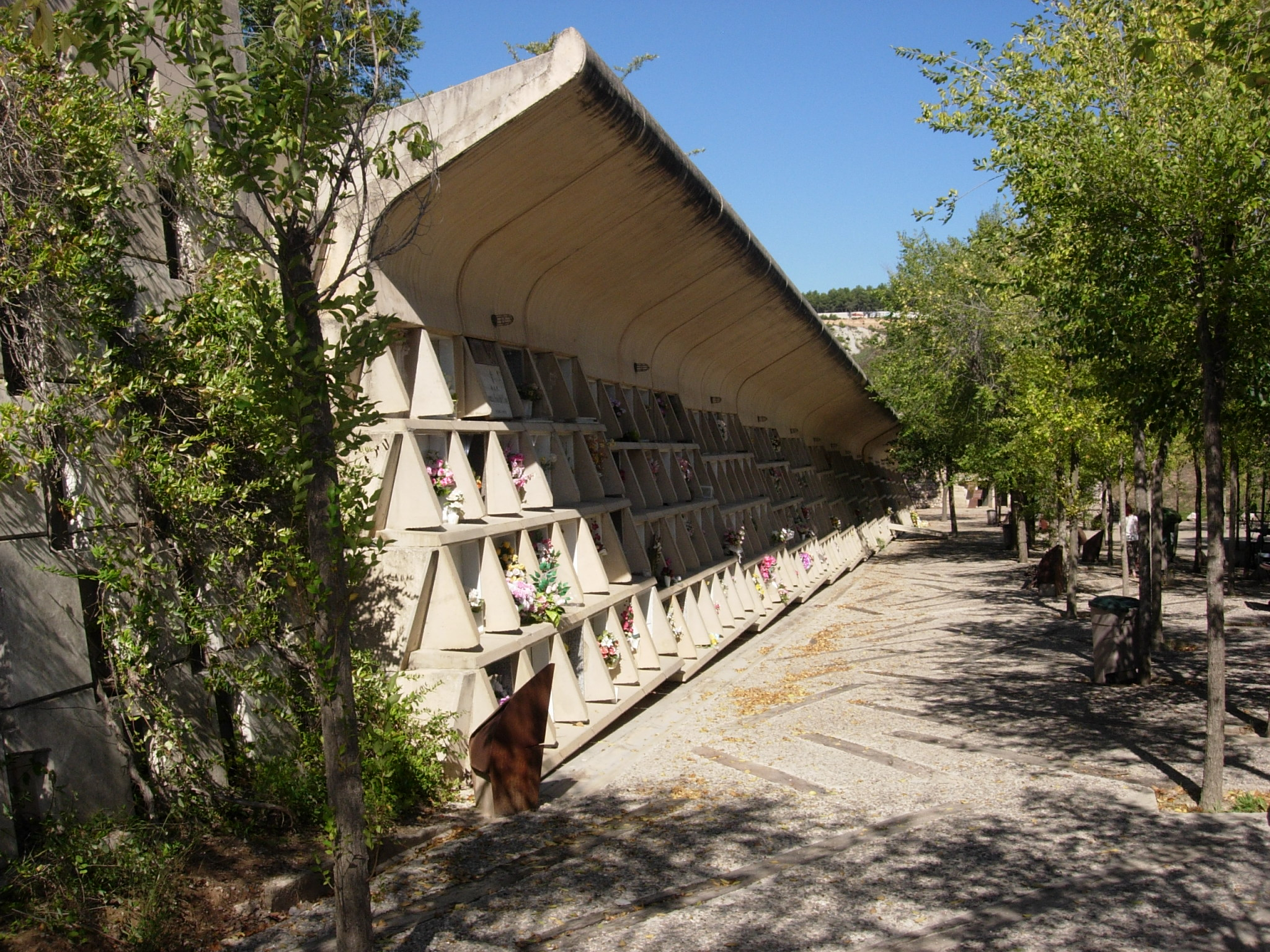
Cementiri d'Igualada

Algunes de les seves obres més representatives són:
En col·laboració amb Enric Miralles
- 1984-1986: Institut La Llauna (Badalona), Premi FAD d'interiorisme
- 1985-1994: Cementiri Nou (Igualada), Premi FAD d'Arquitectura
- 1986-1992: Centre Cívic (Balenyà) Finalista Premi FAD
- 1986-1993: Internat (Morella)
- 1987: Remodelació del "Vapor Vell (Barcelona)
- 1987-1993: Centre Cívic La Mina (Sant Adrià de Besòs) Finalista Premi FAD
- 1988-1992: Pavelló d'Esports (Osca)
- 1989-1991: Camp Olímpic de Tir amb Arc (Vall d'Hebron, Barcelona)[14] Finalista Premi FAD
- 1990-1991: Centre Nacional de Gimnàstica Rítmica (Alacant, País Valencià)
- 1990-1992: Pèrgoles del Passeig de la Nova Icària (Barcelona)

En solitari
- 1996: Estadi de Son Moix (Palma)
- 1996-1999: Passeig Marítim (Torrevella)
- 1999: Parc urbà i passarel·la (Petrer)
- 1999: Parc de les Estacions (Palma)
- 2001: Habitatges socials (València)
- 2001: Escola La Serra (Mollerussa)
- 2002-2004: Torre Cube (Guadalajara)
- 2006: Escola d'Educació Primària (Castelldefels)

El Museu del Disseny de Barcelona conserva un exemplar de la cadira Sentada, dissenyada per Carme Pinós amb col·laboració amb Enric Miralles.